# Fort Ashby
Fort Ashby – jednostka osadnicza w Stanach Zjednoczonych, w stanie Wirginia Zachodnia, w hrabstwie Mineral.